# Dendrophylax monteverdi
Dendrophylax monteverdi là một loài thực vật có hoa trong họ Lan. Loài này được (Rchb.f.) Ackerman & Nir mô tả khoa học đầu tiên năm 2004.